# آينشتاينيين صغار
آينشتاينيين صغار (بالإنجليزية: Little Einsteins)‏ هو مسلسل رسوم متحركة أمريكي من إنتاج شركة الطفل اينشتاين. عرض المسلسل على قناة بلاي هاوس ديزني في الفترة من 9 أكتوبر 2005 حتى 22 ديسمبر 2009. في وقت لاحق تم إضافة المسلسل على منصة ديزني+.

## روابط خارجية
آينشتاينيين صغار على موقع IMDb (الإنجليزية)
- آينشتاينيين صغار على موقع ميتاكريتيك (الإنجليزية)
- آينشتاينيين صغار على موقع روتن توميتوز (الإنجليزية)
- آينشتاينيين صغار على موقع فيلمافينيتي (الإسبانية)
- آينشتاينيين صغار على موقع قاعدة بيانات الفيلم (الإنجليزية)
- آينشتاينيين صغار على موقع كينوبويسك (الروسية)
- آينشتاينيين صغار على موقع ألو سيني (الفرنسية)
- آينشتاينيين صغار على موقع قاعدة بيانات الفيلم (الإنجليزية)